# Тонта
Тонта́ — деревня в Ольхонском районе Иркутской области. Входит в Еланцынское муниципальное образование. 

## География
Находится в 19 км по автодороге к северо-востоку от районного центра, села Еланцы, на правом берегу речки Тонты (приток Горхона, бассейн Анги).

## Население
| 2002 | 2010 | 2011 | 2012 |
| ---- | ---- | ---- | ---- |
| 207  | ↘179 | ↗180 | ↘179 |

По данным Всероссийской переписи, в 2010 году в деревне проживало 179 человек (89 мужчин и 90 женщин).